# DAF 55
La DAF 55 è un'autovettura prodotta dalla casa olandese DAF dal 1967 al 1972 in oltre 150.000 esemplari.

## Il contesto
La 55 segnò un importante cambiamento per la casa: fu presentata nel dicembre del 1967 ed era la prima automobile prodotta con un motore di 1.100 cm³ con quattro cilindri in linea, raffreddato ad acqua, fornito dalla Renault.
Mentre si assisteva ad un cambio di rotta per quanto riguardava la parte motoristica, nei modelli minori sempre fedele al motore boxer, come per tutte le altre vetture della casa, una delle caratteristiche maggiormente rimarchevoli era la presenza del cambio automatico proprietario Variomatic funzionante grazie a cinghie e pulegge.

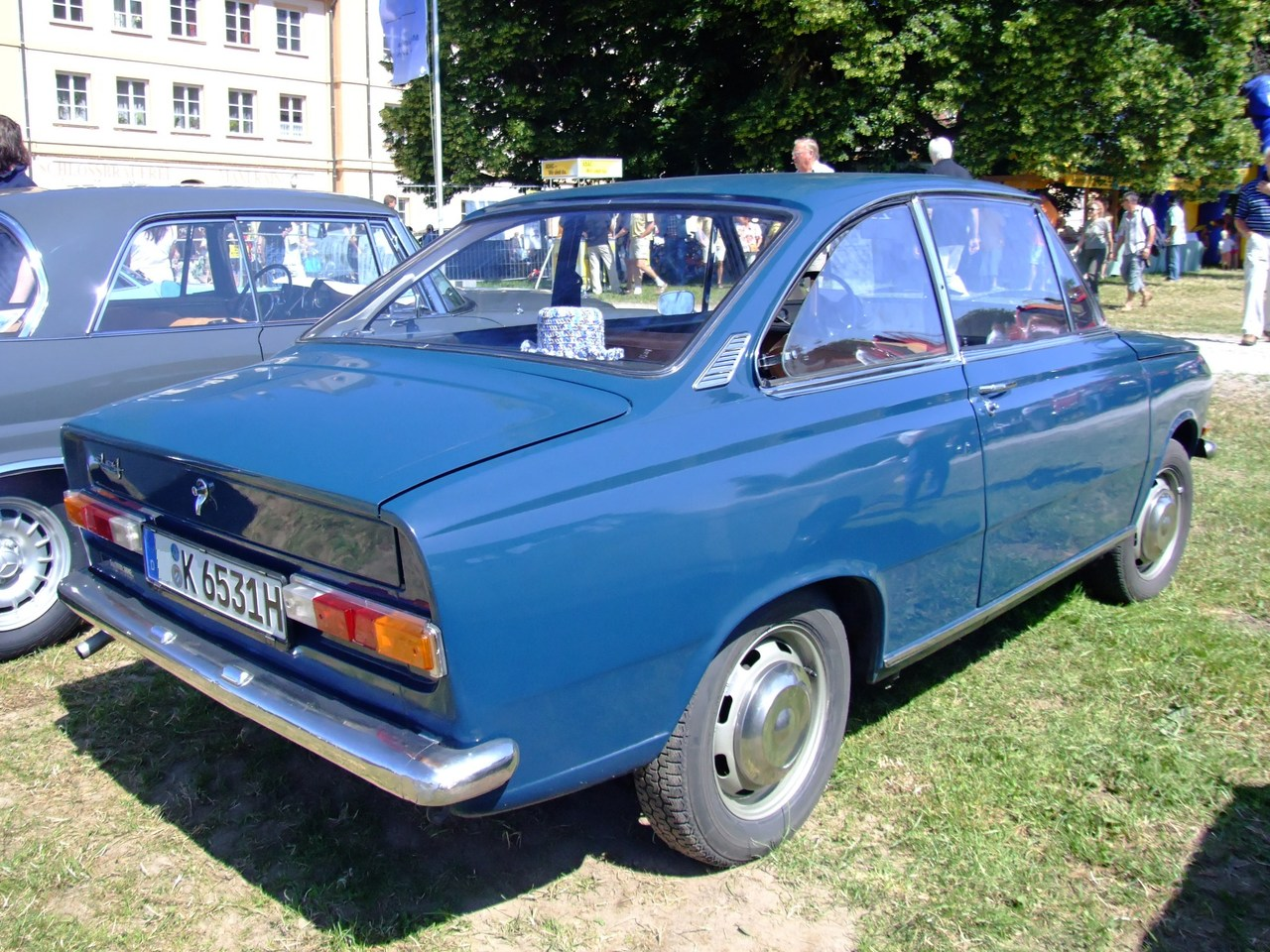
Una DAF 55 Coupé

Ne vennero messe in vendita la versione classica berlina a due porte e 4 posti e la versione Estate con portellone posteriore. La gamma si completava con la versione coupé, ribassata rispetto agli altri modelli di 7 cm, e con una versione Van destinata al trasporto di merci.
Il motore alimentato a carburatore erogava circa 50 CV e riusciva a spingere il veicolo fino ad una velocità dichiarata di circa 135 km/h.
Per quanto riguarda la parte telaistica le sospensioni anteriori erano del classico tipo MacPherson ed all'avantreno era montato un impianto frenante a disco.
Negli ultimi due anni di produzione venne messa in vendita anche la versione Marathon con motore potenziato a 63 CV e dalle prestazioni più brillanti, la cui evoluzione e il cui nome prendevano origine dalla partecipazione della casa olandese alla maratona automobilistica tra Londra e Sydney.
Venne sostituita nel 1972 dall'erede DAF 66.